# Sonam Kapoor
Pour les articles homonymes, voir Kapoor.
Sonam Kapoor, née le 9 juin 1985 à Bombay, est une actrice indienne qui joue dans des films de Bollywood. Elle débute en 2007 dans Saawariya puis poursuit sa carrière avec des comédies romantiques au succès mitigé. Progressivement, son énergie, son sens comique et ses nombreuses activités de fashionista en font une des vedettes de Bollywood.
En 2017, elle remporte son premier Filmfare Award de Meilleure actrice (choix critique) pour son interprétation de Neerja Bhanot dans le film homonyme. L'actrice se voit également décerner une Mention spéciale du National Film Award pour ce rôle. La même année, elle lance conjointement avec sa sœur Rhea, la marque de vêtements Rheson.

## Biographie

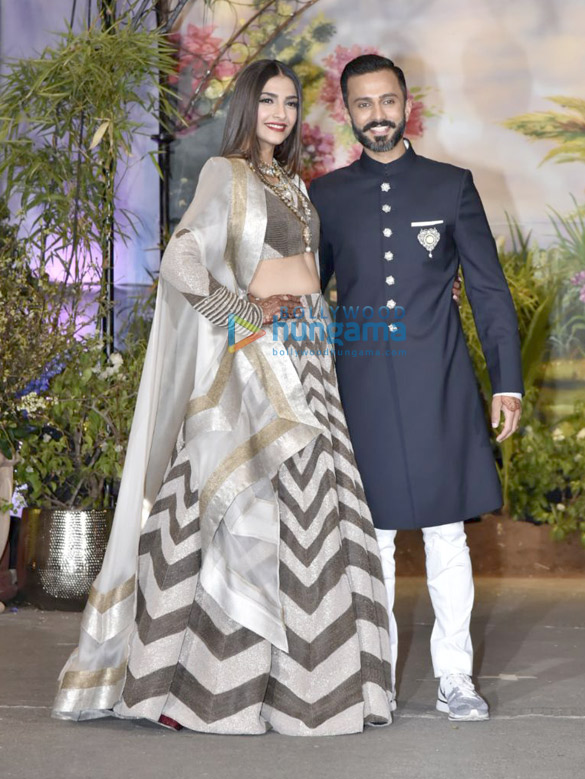
Sonam Kapoor Ahuja et son époux Anand Ahuja à la soirée de réception de leur mariage.

Sonam Kapoor (hindi : सोनम कपूर), née le 9 juin 1985 à Bombay en Inde, est la fille du célèbre acteur Anil Kapoor et de l'ex-mannequin et designer Sunita Kapoor. 
Issue d'une famille d'acteurs et de producteurs bollywoodiens, elle est la petite-fille du cinéaste Surinder Kapoor, la nièce du producteur Boney Kapoor, de la défunte actrice Sridevi, de l'acteur Sanjay Kapoor, du producteur Sandeep Marwah et la cousine des acteurs Arjun Kapoor et Mohit Marwah et de l'actrice Jhanvi Kapoor. 
Sonam Kapoor est l'aînée de trois enfants, elle a une sœur, Rhea Kapoor, productrice de films hindis, et un frère, Harshvardhan, acteur.
Elle fréquente l'école Arya Vidya Mandir à Juhu (Mumbai) puis le United World College of South East Asia où elle étudie le théâtre et l'histoire chinoise. Elle parle anglais, hindi et pendjabi et a reçu une formation en danse indienne classique et latino américaine.
Elle épouse Anand Ahuja, PDG et cofondateur de Bhane, directeur général de Shashi Exports et également propriétaire de la boutique Veg Non Veg, au cours d'une cérémonie Sikh le 8 mai 2018 à Mumbai.
Le couple accueille son premier enfant en 2022.

## Carrière

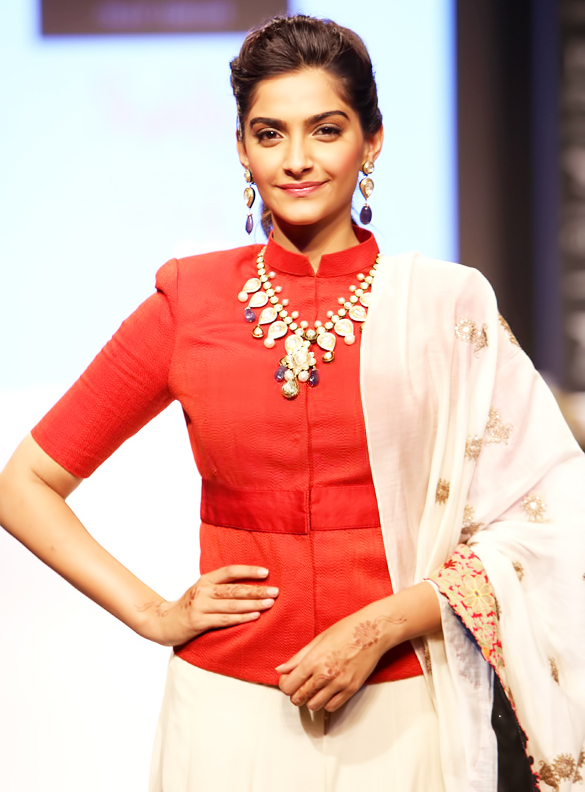
Sonam Kapoor en 2013.

### Débuts: Une carrière instable (2007-2012)
Sonam Kapoor entre dans l'industrie du cinéma comme assistante de Sanjay Leela Bhansali pour la réalisation du succès critique et public Black (2005). Elle fait ses premiers pas d'actrice aux côtés de Ranbir Kapoor dans Saawariya du même réalisateur sorti en 2007. Le film échoue au box-office mais son jeu est remarqué des critiques.
En 2009, Sonam Kapoor joue dans Delhi 6 de Rakeysh Omprakash Mehra aux côtés d'Abhishek Bachchan. Le film est boudé par le public et les critiques sont mitigés, mais son interprétation d'une jeune Delhiite à l'esprit indépendant et volontaire est apprécié. Le critique Rajeev Masand note : « Sonam Kapoor est la révélation de Delhi 6. Elle est une interprète dynamique, instinctive et sans complexe ce qui n'est pas conventionnel pour un premier rôle féminin ». Elle signe ensuite un film dirigé par David Dhawan, Come On Pappu, aux côtés d'Akshay Kumar mais le film n'aboutit pas. 
En 2010, elle tourne dans deux comédies romantiques, tout d'abord I Hate Luv Storys de  Punit Malhotra avec Imran Khan qui est son premier succès au box office, puis Aisha face à Abhay Deol, libre adaptation d'Emma, roman de Jane Austen avec un ton à la Clueless.
L'année suivante on la voit dans Mausam réalisé par Pankaj Kapur aux côtés de Shahid Kapoor et Thank You réalisé par Anees Bazmee à nouveau avec Akshay Kumar. Tandis que le premier ne convainc ni les critiques ni le public, le second est un succès notable au box-office. En 2012, malgré une distribution alléchante Players, remake du film américain Braquage à l'italienne, est un échec critique et commercial.

### Un nouveau souffle; une nouvelle direction (2013-2015)
À la suite des échecs commerciaux et critiques de ces précédents, qui commencent à endommager sa carrière et sa crédibilité, l'actrice change de cap et se concentre sur des films dans lesquels elle a un rôle intéressant sinon prééminent.   
En 2013 Aanand L. Rai lui offre le premier rôle féminin dans Raanjhanaa : aux côtés de Danush, acteur célèbre dans le Sud -notamment dans l'industrie tamoul- qui fait des débuts très remarqués à Bollywood, Sonam Kapoor offre une interprétation assurée et pleine d'émotion. Ce rôle est alors considéré comme l'une des meilleures performances de l'actrice et permet de la mettre à nouveau au premier plan. Elle sera d'ailleurs nommée dans diverses cérémonies pour cette prestation. Par la suite, elle incarne Biro la compagne de l'athlète joué par Farhan Akhtar dans le biopic Bhaag Milkha Bhaag ; la critique applaudit son interprétation. Les deux films sont également des succès publics.   
En 2014, elle joue dans deux comédies romantiques. La première, Bewakoofian avec Ayushmann Khurrana, est un flop tandis que la seconde, Khoobsurat s'avère rentable. Dans cette dernière, remake du film homonyme de 1980 réalisé par Hrishikesh Mukherjee avec Rekha, Sonam Kapoor interprète une jeune et dynamique kinésithérapeute qui apporte un vent de modernité et de fraicheur dans une famille princière guindée et en profite pour séduire l'héritier de la maison interprété par l'acteur pakistanais Fawad Khan.  
L'année suivante, dans Dolly Ki Doli, une production d'Arbaaz Khan à laquelle le public reste indifférent, elle tient le rôle d'une arnaqueuse qui dépouille ses époux successifs, Rajkummar Rao, Pulkit Samrat et Varun Sharma. 
Sonam et Hrithik Roshan apparaissent à titre gracieux dans le clip musical de « Dheere Dheere » de Yo Yo Honey Singh. Le clip fait sensation et devient la première vidéo musicale en Hindi a engranger plus de cent millions de vues. 

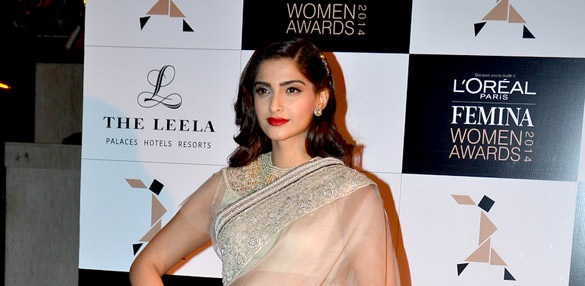
Sonam au L'Oreal Paris Femina Awards 2014.

Dans Prem Ratan Dhan Payo, réalisé par Sooraj R. Barjatya, grand spécialiste des drames familiaux traditionnels, Sonam joue aux côtés de Salman Khan avec qui elle avait précédemment joué dans Saawariya. Elle y incarne une princesse au grand cœur. Le film est l'un des plus gros succès de l'année 2015 et Sonam est complimentée par les critiques bien que son rôle offre peut de dimension à explorer. 
Sonam fait une courte apparition dans le clip « Hymn For The Weekend » de Coldplay featuring Beyoncé. Le clip fait scandale sur les réseaux car certains y voient là une appropriation culturelle.[réf. nécessaire]

### Succès et rôles engagés (depuis 2016)
Début 2016, son film Neerja, un biopic, sort en salle. Elle y incarne également Neerja Bhanot la courageuse hôtesse de l'air tuée lors d'un détournement d'avion. Ce film et la performance des acteurs sont unanimement salués par les célébrités indiennes (réalisateurs, acteurs, hommes politiques), les critiques et le public. Sa performance lui vaut d'ailleurs de recevoir une mention spéciale aux National Awards ainsi qu'un Filmfare Award décerné par les critiques.
En janvier 2017, Sonam apporte son soutien au film SISAK, le premier film LGBT muet indien en publiant la bande-annonce du film sur ses réseaux sociaux afin d'apporter davantage de visibilité au film. 
En 2018, l'actrice a trois films sur les écrans.
Pad Man, film réalisé par R. Balki, dans lequel elle partage l'affiche avec Akshay Kumar et Radhika Apte. Le film, traitant de la précarité menstruelle des femmes vivant dans des milieux ruraux en Inde, est une adaptation fictive de la vie de Arunachalam Muruganantham, un entrepreneur indien qui a mis au point des serviettes hygiéniques pour femme à faible revenus après avoir constaté que celles-ci utilisaient des chiffons usagés pour se protéger. Le film rencontre un franc succès malgré le sujet tabou qu'il aborde et les performances des acteurs sont appréciées.
Plusieurs initiatives visant à permettre aux femmes indiennes d'avoir accès à des protections hygiéniques ont été mises en place à la suite de la sortie du film. Le gouvernement indien a également supprimé la taxe rose sur les protections hygiéniques faisant de l'Inde l'un des premiers pays à avoir pris cette initiative. C'est dans cet esprit que le Pad Man a été récompensé à la 66e cérémonie du prestigieux National Film Awards comme étant le Meilleur Film relevant de problèmes sociétaux.
La réalisation de Shashanka Ghosh intitulée Veere Di Wedding, où elle joue aux côtés de Kareena Kapoor, Swara Bhaskar et Shikha Talsania. Le film est centré sur quatre amies originaires de Delhi, qui se réunissent à l'occasion du mariage de l'une d'entre elles. En dépit de son contenu assez mature, le film s'avère être un succès surprise et devient l'un des films ayant un casting féminin le plus rentable de l'industrie du cinéma hindi.
Sonam incarne ensuite le rôle de l'une des petites amies de l'acteur Sanjay Dutt, joué par Ranbir Kapoor, dans Sanju. Cette réalisation de Rajkumar Hirani, est l'adaptation au cinéma de la vie de l'acteur indien Sanjay Dutt. Le réalisateur a décrit le rôle de Sonam comme étant un regroupement des différentes petites amies de l'acteur entre les années 1980 et 90. Le film rencontre un franc succès et le caméo de Sonam est apprécié. 
En 2019, Sonam  a partagé l'écran pour la première fois aux côtés de son père, l'acteur Anil Kapoor, dans la réalisation de Shelly Chopra Dhar intitulée Ek Ladki Ko Dekha Toh Aisa Laga -un film inspiré du roman "Une demoiselle en détresse" de P. G. Wodehouse. Le film, écrit par la scénariste transgenre Gazal Dhaliwal qui s'est inspirée de sa propre expérience, est le premier film romantique mainstream de Bollywood dont le personnage principal est gay. Le film rencontre un franc succès auprès des critiques mais l'audience indienne boude le film -qui a eu une sortie en salle limitée- et lui préfère des films plus patriotiques comme Uri: The Surgical Strike et Manikarnika: The Queen of Jhansi. L'audience étrangère (Royaume-Uni, États-Unis, Australie) apprécie tout de même le film et l'Académie des Oscars, aux États-Unis, a demandé à conserver dans sa bibliothèque un exemplaire du scénario.
Sonam a ensuite joué -aux côtés de l'acteur malayalam Dulquer Salman- dans l'adaptation du roman d'Anuja Chauhan, "The Zoya Factor" dans lequel elle joue le rôle d'une jeune femme qui devient malgré elle le porte-bonheur de l'équipe indienne de cricket. Le film reçoit des critiques mitigées et ne parvient pas à attirer les foules au cinéma.
En 2020, elle jouera aux côtés de son père Anil Kapoor et du réalisateur et acteur Anurag Kashyap dans AK vs AK. Elle y interprète son propre rôle en tant que la fille d'un acteur qui se fait kidnapper par un réalisateur pour obliger le premier à jouer dans son film. Le film est sorti sur Netflix.

## Filmographie

### Cinéma
| Année | Film                            | Rôle                    | Réalisateur             | Partenaire(s)                                             | Notes                                                                   |
| ----- | ------------------------------- | ----------------------- | ----------------------- | --------------------------------------------------------- | ----------------------------------------------------------------------- |
| 2007  | Saawariya                       | Sakina                  | Sanjay Leela Bhansali   | Ranbir Kapoor et Salman Khan                              |                                                                         |
| 2009  | Delhi 6                         | Bittu Sharma            | Rakeysh Omprakash Mehra | Abhishek Bachchan                                         |                                                                         |
| 2010  | I Hate Luv Storys               | Simran Kaur             | Punit Malhotra          | Imran Khan                                                |                                                                         |
| 2010  | Aisha                           | Aisha Kapoor            | Rajshree Ojha           | Abhay Deol                                                |                                                                         |
| 2011  | Thank You                       | Sanjana Malhotra        | Anees Bazmee            | Akshay Kumar, Irfan Khan...                               |                                                                         |
| 2011  | Mausam                          | Aayat Rasool            | Pankaj Kapur            | Shahid Kapoor                                             |                                                                         |
| 2012  | Players                         | Naina Braganza          | Abbas-Mustan            | Abhishek Bachchan, Bipasha Basu...                        |                                                                         |
| 2013  | Bombay Talkies                  |                         |                         |                                                           | Apparition clip « Apna Bombay Talkies »                                 |
| 2013  | Raanjhanaa                      | Zoya Haider             | Aanand L. Rai           | Dhanush, Abhay Deol, Swara Bhaskar                        | Titre tamoul « Ambikapathy »                                            |
| 2013  | Bhaag Milkha Bhaag              | Biro                    | Rakeysh Omprakash Mehra | Farhan Akhtar                                             |                                                                         |
| 2014  | Bewakoofiyaan                   | Mayera Sehgal           | Nupur Asthana           | Ayushmann Khurrana, Rishi Kapoor                          |                                                                         |
| 2014  | Khoobsurat                      | Dr. Milli Chakravarty   | Shashanka Ghosh         | Fawad Afzal Khan                                          | Remake de Khubsoorat (1980) réalisé par Hrishikesh Mukherjee avec Rekha |
| 2015  | Dolly Ki Doli                   | Dolly                   | Abhishek Dogra          | Rajkummar Rao, Pulkit Samrat, Saif Ali Khan               |                                                                         |
| 2015  | Prem Ratan Dhan Payo            | Rajkumari Maithili Devi | Sooraj R. Barjatya      | Salman Khan, Neil Nitin Mukesh, Swara Baskar              |                                                                         |
| 2016  | Neerja                          | Neerja Bhanot           | Ram Madhwani            | Shabana Azmi                                              |                                                                         |
| 2018  | Pad Man                         | Pari Walia              | R. Balki                | Akshay Kumar, Radhika Apte                                |                                                                         |
| 2018  | Veere Di Wedding                | Avni Sharma             | Shashanka Ghosh         | Kareena Kapoor, Swara Bhaskar, Shikha Talsania            |                                                                         |
| 2018  | Sanju                           | Ruby                    | Rajkumar Hirani         | Ranbir Kapoor, Vicky Kaushal                              |                                                                         |
| 2019  | Ek Ladki Ko Dekha Toh Aisa Laga | Sweety Chaudhary        | Shelly Chopra Dhar      | Anil Kapoor, Juhi Chawla, Rajkummar Rao, Regina Cassandra |                                                                         |
| 2019  | The Zoya Factor                 | Zoya Singh Solanki      | Abhishek Sharma         | Dulquer Salmaan                                           | Adaptation du livre The Zoya Factor d'Anuja Chauhan                     |
| 2020  | AK vs AK                        | Elle-même               | Vikramaditya Motwane    | Anil Kapoor, Anurag Kashyap                               | Film Netflix                                                            |
| 2021  | Blind                           | Gia                     | Shome Makhija           |                                                           | Remake du film coréen Blind                                             |

### Télévision
| Année | Titre                        | Rôle         | Commentaire    |
| ----- | ---------------------------- | ------------ | -------------- |
| 2017  | Project Runway (Middle East) | Juge invitée | Saison 5 ep. 2 |
| 2018  | Naagin                       | Avni Sharma  | Saison 3 ep. 1 |

### Clips musicaux
| Année | Titre                     | Réalisateur  | Commentaire                                   |
| ----- | ------------------------- | ------------ | --------------------------------------------- |
| 1993  | « Pyara Bharat Yeh Kahe » | Subhash Ghai | Clip patriotique (émeutes de Mumbai 1992)     |
| 2015  | « Dheere Dheere »         | Ahmed Khan   | Clip de Yo Yo Honey Singh avec Hrithik Roshan |
| 2016  | « Hymne For The Weekend » | Ben Mor      | Clip de Coldplay (voix : Beyoncé)             |

## Récompenses et distinctions
- National Film Awards
  - 2017 : Mention Spéciale pour Neerja

Mention : "L'interprétation convaincante d'une icône ayant existé."
- Filmfare Awards
  - 2017 : Meilleure actrice (choix critique) pour Neerja

- Filmfare Awards Moyen-Orient
  - 2019 : Meilleure actrice dans un rôle secondaire progressiste pour Pad Man, Veere Di Wedding et Sanju

- Stardust Awards
  - 2016 : Meilleure actrice (choix critique) pour Neerja
  - 2015 : Meilleure actrice comique pour Khoobsurat
  - 2008 : Star féminine de demain pour Saawariya
- BIG Star Entertainment Awards
  - 2015 : Actrice la plus divertissante dans un rôle romantique pour Prem Ratan Dhan Payo
- Zee Cine Award 
  - 2019 : "Extraordinary Icon for Social Change" pour Pad Man.

- Masala Awards (Dubaï)
  - 2016 : Meilleure actrice pour Neerja
- Asiavision Awards
  - 2016 : Meilleure actrice pour Neerja
- Indian Film Festival of Melbourne
  - 2016 : Meilleure actrice pour Neerja
- HELLO! Hall of Fame Awards
  - 2019 : "Trailblazer performer of the year"
  - 2016 : Meilleure actrice (choix critique) pour Neerja
- I Am Woman Award
  -  : Women Empowerment (émancipation de la femme)

- Lokmat Maharashtra Awards
  - 2017 : Meilleure actrice pour Neerja

- FOI Online Awards
  - 2017 : Meilleure actrice pour Neerja

### Nominations
- Filmfare Awards
  - 2017 : Meilleure actrice (choix public) pour Neerja
  - 2016 : Meilleure actrice (choix public) pour Dolly Ki Doli
  - 2015 : Meilleure actrice (choix public) pour Khoobsurat
  - 2014 : Meilleure actrice (choix public) pour Raanjhanaa
  - 2008 : Meilleur espoir féminin pour Saawariya
- Screen Awards
  - 2016 : Meilleure actrice (choix public) pour Neerja
  - 2016 : Meilleure actrice (choix public) pour Dolly Ki Doli
  - 2015 : Meilleure actrice (choix public) pour Khoobsurat
  - 2014 : Meilleure actrice (choix public) pour Raanjhanaa
  - 2010 : Meilleure actrice (choix public) pour Delhi 6
  - 2008 : Meilleure espoir féminin pour Saawariya
- Zee Cine Awards
  - 2019 : Meilleure actrice pour Veere Di Wedding
  - 2017 : Meilleure actrice (choix public) pour Neerja
  - 2017 : Meilleure actrice (choix critique) pour Neerja
  - 2014 : Meilleure actrice pour Raanjhanaa
  - 2008 : Meilleure espoir féminin pour Saawariya
- IIFA Awards
  - 2017 : Meilleure actrice pour Neerja
  - 2008 : Meilleure espoir féminin pour Saawariya
- Asian Film Awards
  - 2010 : Meilleure espoir féminin pour Delhi 6
- Stardust Awards
  - 2016 : Meilleure actrice (choix public) pour Neerja
  - 2012 : Meilleure actrice dans une comédie/romance pour Thank You
  - 2011 : Meilleure actrice dans une comédie/romance pour I Hate Luv Storys
  - 2010 : Superstar féminine de demain pour Delhi 6
- Zee Cine Awards :
  - 2017 : Meilleure actrice (choix public) pour Neerja
  - 2017 : Meilleure actrice (choix critique) pour Neerja
  - 2012 : Icône féminine internationale
- BIG Star Entertainment Awards
  - 2015 : Actrice la plus divertissante dans un rôle comique pour Khoobsurat
  - 2015 : Actrice la plus divertissante dans un rôle dramatique pour Prem Ratan Dhan Payo
  - 2014 : Actrice la plus divertissante dans un rôle sociaux-dramatique pour Raanjhanaa
- FOI Online Awards
  - 2017 : Meilleure actrice pour Neerja

## Autres activités

### Dans les médias
Issue d'une famille prééminente de Bollywood, Sonam Kapoor est apparue très tôt dans les médias. L'actrice a été citée par le journaliste et critique de film indien Subhash K. Jha comme étant l'une des actrices les plus en vue en Inde à la suite des succès consécutifs de Raanjhanaa et Bhaag Milkha Bhaag malgré le fait que nombre de ses films soient des échecs commerciaux.
En 2009, elle fut la première actrice indienne à apparaitre dans la liste "Next Generation: Asia Class" du The Hollywood Reporter.
Sonam est décrite comme étant franche du fait de ses commentaires concernant ses paires et la vie socio-politique et culturelle de l'Inde. Elle dit d'ailleurs lors d'une interview accordée au Daily News Analysis en janvier 2015 : « Je pense qu'être honnête porte ses fruits sur le long terme » (I believe it pays to be honest in the long run).
Ainsi, Sonam a écrit un article traitant des « trolls sur les réseaux sociaux » dans une série intitulée « Let's Talk about Trolls » pour le Hindustan Times et un article pour le magazine BuzzFeed traitant intitulé « I Didn't Wake Up Like This » traitant de thèmes comme le bodyshaming, la confiance en soi, ses problèmes de poids et l'acceptation de soi.
Son nom apparaît de manière récurrente dans diverses listes et classements de magazine. Ainsi, elle  a été nommée comme étant l'une des femmes les plus désirables par The Times of India en 2010, 2011 et 2012 consécutivement en 14e, 28e et 14e position et a fait partie du Top 10 de la liste des femmes asiatiques les plus sexy du monde du magazine britannique Eastern Eye de 2011 à 2014.
L'édition indienne de Forbes l'a classée consécutivement 48e, 45e, 31e, 26e puis 18e dans sa liste des "Celebrity 100" basée sur des critères de revenus et de popularité à partir de 2012. Sonam a également été nommée "Femme de l'année" par le magazine pour hommes GQ India en 2013.

En 2016, la photographe roumaine Mihaela Noroc a réalisé un portrait de l'actrice dans le cadre de son projet "The Atlas of Beauty" visant à documenter la beauté et la diversité des femmes à travers le monde.
“Sonam est une personne extraordinaire, un symbole de beauté et de réussite et mon souhait était de faire savoir aux femmes indiennes que chacune d'entre elles sont des stars pour moi." Mihaela Noroc - Deccan Herald
Depuis 2016, Sonam est l'ambassadrice du Mumbai Academy of the Moving Image (MAMI) Word to Screen Market initiative. Un événement visant à inciter l'adaptation à l'écran d’œuvres littéraires.
En 2018, son marriage réuni le tout Bollywood et suivi en direct par les fans via l'hashtag everydayphenomenal.
En 2019, lors de la Journée Internationale pour les Droits des Femmes, le magazine américain Variety, a nommé l'actrice -aux côtés de Juliette Binoche, Lupita Nyong’o ou encore   Gurinder Chadha- comme étant l'une des cinquante personnalité du show-business au niveau international à avoir eu un impact fort. Lors de la même journée, le magazine E! News l'a nommé comme étant l'une des huit personnalités asiatiques inspirantes à suivre.
En 2023, elle a été invitée à prononcer le discours d'ouverture du concert fêtant le couronnement du roi Charles III à Londres.

#### Image de marque
Sa popularité et son image de fashionista lui ont permis de représenter diverses marques tels que Electrolux, Lux, Montblanc, Oppo Mobile, Spice Mobile, QMobile, Salvatore Ferragamo S.p.A., Signature, MasterCard India, Anant Diamond, Firdous, Tarang, l’Oreal, Snickers, Cera, Kalyan Jewellers, IWC Schaffhausen, Neeru's - Indian Ethnic, Traworld, Vega, ROMA switches from Anchor by Panasonic, Neeru's, Tarang, Scott Eyewear, Chopard, Magnum, Colgate, Bulgari (Jannah High Jewelry Collection).
Entre 2011 et 2018, l'actrice se rend à Cannes chaque année en qualité d'ambassadrice indienne de la marque l'Oréal et monte les marches aux côtés d'Aishwarya Rai, Eva Longoria ou encore Andie Macdowell. En 2019, elle se rend au festival en tant qu'égerie pour Chopard.
"C'est avec un grand plaisir que j'accueille Sonam Kapoor dans la famille IWC. C'est une interprète puissante et une personne très professionnelle. Son charme et son élégance scintillantes résonnent avec la philosophie de notre marque, et nous avons trouvé en elle un partenaire parfait." Luc Rochereau directeur régional de la marque IWC 
"Le sense du style et de la mode de Sonam résonne avec les personnes à travers le pays et son immense popularité en tant qu'icône de mode reflète notre trajectoire de croissance et notre positionnement dans l'esprit de la clientèle." T. S. Kalyanaraman Directeur Général de Kalyan Jewellers

#### Image de modeuse et mode
En 2012, lors d'un défilé d'Elie Saab à la Fashion Week printemps-été, la célèbre illustratrice de mode Gladys Perint Palmer -frappée par la beauté de l'actrice- a dessiné un croquis de l'actrice pensant que cette dernière pourrait être une princesse. C'est la première fois qu'une personnalité bollywoodienne est dessinée par l'artiste.

 
En 2014, lors de sa visite en Inde, le styliste Tommy Hilfiger a complimenté Kapoor sur son sens du style et sa beauté,.
"Sonam a une expression. Et elle comprend la mode. La mode est davantage qu'avoir une belle apparence ou porter la dernière collection. La mode est un univers d'expression, d'idées et de créativité. Elle le comprend. J'aime le fait qu'elle le respecte. C'est la seule qui l'a fait progresser et l'a amenée au premier plan au niveau international. Qui n'aimerait pas être stylé ? Mais elle a l'incarne parfaitement cet esprit." Kangana Ranaut au sujet du sens du style de Sonam Kapoor.

Sonam est décrite par la presse indienne comme étant une "fashionista" et est souvent nommée comme étant la personnalité ayant mis la mode au devant de la scène en Inde. En 2015, elle confia à The Hindu : 
"Beaucoup d'acteurs me maudissent. Je me souviens qu'un acteur majeur m'a dit "Sonam, pourquoi as-tu fait ça ? Sais-tu combien je pais mon styliste maintenant ?"
Lors de la même interview elle dit également : 
"Être à la mode et être stylée sont deux choses distinctes. Avoir du style c'est pouvoir pouvoir porter n'importe quelle tenue... Je déteste quand on me surnomme fashionista. Je préfère nettement être qualifiée de personne stylée."
En 2015, l'actrice lance la première édition de la cérémonie des Filmfare Glamour & Style Awards aux côtés de l'éditeur en chef du magazine Filmfare, Jitesh Pillaai.
Le magazine Filmfare a octroyé divers titres à l'actrice lors du Glamour and Style Awards. En 2015, elle a gagné les prix Most Stylish Star (Female) et Absolut Elyx Style & Substance Award et en 2016 elle s'est vu décerner les prix Most Stylish Star (Female) et Red Carpet Royalty.
En tant que qu'ambassadrice de l'Oréal, Sonam se rend à Cannes chaque année afin de monter les marches. C'est lors de ces cérémonies qu'elle a charmé la presse indienne en portant des tenues de Jean-Paul Gautier, Elie Saab, Roberto Cavalli, Ralph & Russo, Masaba Gupta, Dolce & Gabbana ou Anamika Khanna. Elle ne manque aussi pas d'impressionner avec son style lors des diverses cérémonies de remise de prix, des premières ou encore avec ses tenues décontractées.
La réputation de l'actrice en tant que modeuse avant-gardiste lui a permis d'aider des designers tels que Ralph & Russo, Ashi Studio, Paolo Sebastien, The Circus, Ulyana Sergeenko, Delpozo, Toni Maticevski,Jean-Louis Sabaji ou Masaba Gupta a accroître davantage leur notoriété en Inde.
En 2016, le "Extraordinaire - Global Style Icon Award" lui a été décerné au Brand Vision Summit.
En 2017, Sonam Kapoor a été le clou du spectacle lors du défilé de Ralph & Russo à la fashion week automne-hiver 2017/18 de Paris au cours duquel elle a défilé en tant que mariée. Elle devient ainsi la première indienne a clore un défilé de Haute Couture. La comédienne décrit cette expérience comme surréelle. Les stylistes Tamara Ralph et Michael Russo, amis de l'actrice, l'avaient habillée presque exclusivement lors de la venue de l'actrice à Cannes en 2016.
En 2017, elle a été invitée le temps d'un épisode en tant que juge à l'émission arabe Project Runaway Middle East aux côtés de personnalités influentes du monde arabe tels qu'Elie Saab, Afef Jnifen et Yousra.
Sonam fait régulièrement la Une de magazines de mode ou de divertissement tels que Bride Today India, Elle India, Filmfare, Vogue India, GQ India, Femina, Cosmopolitan, L'Officiel, Harper's Bazaar Bride, Marie Claire, Maxim, Khush Wedding, Grazia India.
Elle a fait appel à trois designers qu'elle apprécie pour son trousseau de mariage. Ainsi, elle porte les créations d'Anuradha Vakil pour la cérémonie de henné et celle du mariage, d'Abu Jani-Sandeep Khosla pour le Sangeet et d'Anamika Khanna pour la réception.
En 2018, Sonam Kapoor fait la Une de l'édition de février 2018 du magazine Bride Today India avec ses designers fétiche Ralph and Russo et Anamika Khanna et elle partage ses photos de mariage la même année dans l'édition de juillet 2018 du magazine Vogue India.
En 2023, sa tenue de mariée est présentée au Centre Culturel Nita Mukesh Ambani dans l'exposition "The India in Fashion". Elle est invitée a visiter les lieux en avant-première.
Dans le cadre du défilé Automne 2023 de Dior tenu à Mumbai, en tant qu'invitée d'honneur, elle est invitée à visiter les ateliers Chanakya pour y decouvrir le savoirs-faire des artisans.

#### Réseaux sociaux et l'application "Sonam Kapoor"
La popularité de l'actrice en Inde se traduit par le nombre important d'abonnés (entre 10 et 15 millions) sur ses divers réseaux sociaux tels que Facebook, Twitter, Snapchat, Instagram sur lesquels elle est présente depuis 2009. Elle a d'ailleurs été citée comme étant l'une des « 100 femmes les plus influentes sur Twitter » en 2015 par Huffington Post.
En mai 2016, elle devient la première actrice indienne à lancer une application à son nom. Sur celle-ci, elle partage des tutoriels maquillage, des conseils en matière de mode, de nutrition et de fitness, ses diverses apparences (photoshoots, premières, coulisses, tournages) ainsi que des transmissions vidéo en direct via lesquels elle peut interagir avec ses fans. L'application est disponible sur Apple Store et Google Play.

### Philanthopie
Sonam supporte diverses causes en relation avec la condition de la femme, des enfants, des animaux ainsi que celle de la communauté LGBT. Ainsi, elle a participé, en 2009, au fashion show de l'International Indian Film Academy Awards en faveur de des veuves et des orphelins des employés de  l'industrie du film indien.
En 2010, elle écrit au Ministre de l'État du Maharashtra, au nom de la PETA, afin de protester contre l'utilisation de fils de verre sur les cerfs-volants. En effet, ceux-ci tuent les oiseaux qui se retrouvent pris dans ces fils.
En 2012, à l'occasion de son anniversaire, l'actrice demande à ses fans de faire une donation à la Fondation Ogaan Cancer afin d'apporter davantage de visibilité et de motiver une prise de conscience sur le cancer du sein. Elle est d'ailleurs l'ambassadrice de la campagne Elle Breast Cancer. La même année, elle a mis aux enchères certains de ses vêtements sur le site de la styliste Pernia Qureshi. Les produits de l'enchère ont été reversés à la Smile Fondation qui lutte en faveur du bien-être des enfants et des communautés pauvres.
En 2014, Sonam a participé une exposition d'œuvres d'art organisée par la fondation Rouble Nagi Art. Elle a fait don de vêtements et accessoires pour l'occasion afin de lever des fonds pour la défense des animaux.
En 2015, elle a défilé pour le styliste Manish Malhotra pour l'organisation à but non lucratif Mijwan Welfare Society pour l'émancipation de la femme. La même année, Sonam a tourné dans le clip de la chanson de Honey Singh Dheere Dheere aux côtés de Hrithik Roshan. Les profits du single ont été reversé à une association.
En 2016, elle devient l'ambassadrice de la Cuddles Fondation une ONG visant combler les besoins nutritionnels de milliers d'enfants souffrant du cancer. Sonam parraine dix enfants souffrant de cancer et travaille en collaboration avec une équipe de 24 nutritionistes de l'ONG afin d'apporter une réponse à cette problématique.

### La marque de vêtements: RHESON
En février 2015, Sonam et sa sœur Rhea annoncent le lancement de leur ligne de vêtements "RHESON" -une combinaison de leurs noms- en collaboration avec Shoppers Stop. RHESON qui se prononce "reason" est une marque de prêt-à-porter féminin de style indo-western, moyen de gamme, pour toutes (tailles 34 à 46),. 
C'est en mai 2017, que les deux sœurs commercialisent les vêtements qu'elles ont créés en collaboration avec un groupe de designer. En juin de la même année, la PETA a décerné le Compassionate Business Award au label.
À la suite du succès de la marque, les sœurs Kapoor collaborent avec Amazon India afin que la marque soit accessible à travers tout le pays,.